# Trastalleres
Trastalleres es un sector del Barrio Santurce, en la ciudad capital de San Juan, Puerto Rico.
Comprende aproximadamente el área demarcada por El Expreso Luis Muñoz Rivera al sur, la Calle Cerra al oeste, la Avenida Las Palmas al norte, y la Avenida Roberto H. Todd al este.
El origen del nombre está relacionado con los talleres de mecánica del antiguo ferrocarril que existía en Puerto Rico en el siglo XIX. Y donde hoy existe los Condominios Bahia A y B.

## Hijos ilustres
Es conocido como el lugar de nacimiento o crianza de muchos  puertorriqueños, como el cantante Andy Montañez, el cantante Daniel Santos, locutor y artista de televisión Mariano Artau, cantante y compositor, Blas Hernández, el boxeador Sixto Escobar, el escritor y humanista José Ferrer Canales, el cantante y guitarrista Hernando Avilés (del Trío Los Panchos), el jugador de béisbol de grandes ligas Orlando Cepeda y Sammy Ayala.